# Nobil Air
«Nobil Air» — молдовський авіаперевізник бізнес-класу. Базується в Міжнародному Аеропорту Chisinau і здійснює чартерні рейси. Член ICAO.

## Історія
Компанія заснована в 2003 році. Належить зареєстрованій у Великій Британії фірмі Skywings Alliance.
Learjet 35 був доставлений у вересні 2004 року і почав працювати вже з листопада того ж року. Колишній президент Молдови Володимир Воронін часто використовував послуги Nobil Air для своїх закордонних поїздок.

## Флот

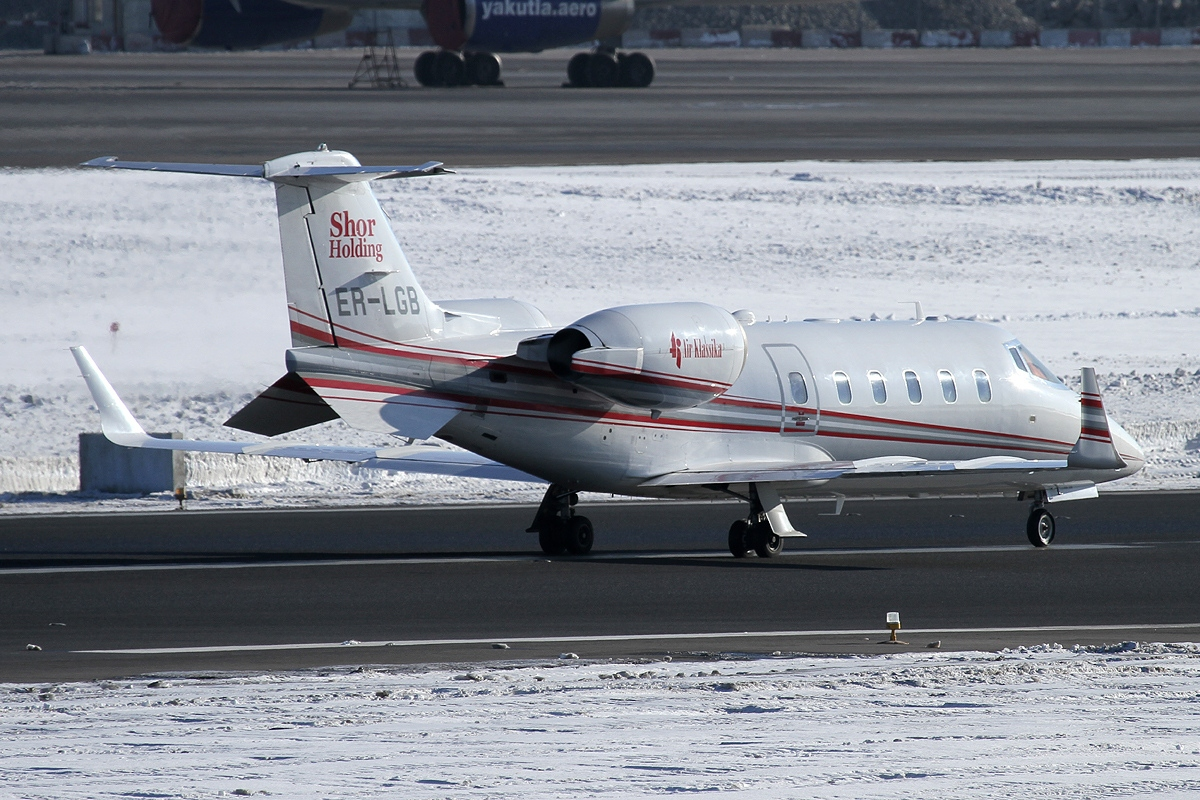
Літак компанії в Москві

Компанія володіє одним літаком бізнес-класу Bombardier Learjet 60.